# Otto Jeremiassen
Thomas Jakob Otto Jeremiassen (* 21. Juni 1961 in Aasiaat) ist ein grönländischer Politiker.

## Leben
Otto Jeremiassen ist der Sohn des Zimmermanns Ole Andersen († 1982) und der Hausfrau Margrethe Jeremiassen. Er besuchte die Handelsschule in Ikast, die er 1979 abschloss. Anschließend war er sowohl in der Verwaltung als auch bei Den Kongelige Grønlandske Handel und später KNI angestellt. Am 24. November 1984 heiratete er die Lehrerin Larsine P. E. Lundblad (* 1963). Von 1980 bis 1987 war er zudem als Gemeindevogt tätig, also als Polizeivertreter in kleinen Orten ohne eigene Polizeidienststelle. Später machte er sich als Kaufmann selbstständig. Ehrenamtlich war er zeitweise als Trainer und Vorsitzender beim Sportverein Ippernaq-53 Kangaatsiaq aktiv.
Otto Jeremiassen wurde erstmals 1989 in den Rat der Gemeinde Kangaatsiaq gewählt, damals noch für die Atassut, und fungierte zeitweise als 1. Vizebürgermeister. 2001 wurde er zum Bürgermeister gewählt. Bei der Parlamentswahl 2002 wurde er erstmals ins Inatsisartut gewählt. Am 1. Januar 2004 wechselte er zur Siumut. 2005 wurde er als Bürgermeister wiedergewählt. Für die Siumut kandidierte er auch bei der Wahl 2005 und erreichte den zweiten Nachrückerplatz, saß über diesen aber die gesamte Legislaturperiode über erneut im Parlament. Bei der Kommunalwahl 2008 wurde er in den Rat der neuen Qaasuitsup Kommunia gewählt. Bei der Parlamentswahl 2009 erhielt er hingegen nur noch 63 Stimmen und schied aus dem Inatsisartut aus. Erst 2014 trat er wieder bei einer Wahl an, diesmal für die neugegründete Partii Naleraq, aber er erhielt nur 25 Stimmen. Bei der Kommunalwahl 2017 wurde er in den Rat der neuen Kommune Qeqertalik gewählt, diesmal wieder für die Siumut. Bei der Parlamentswahl 2018 verpasste er erneut einen Sitz, wie auch 2021. Bei der Kommunalwahl 2021 hingegen erreichte er nur den ersten Nachrückerplatz seiner Partei, konnte aber durch den Austritt von Nikkulaat Jeremiassen im Oktober 2021 wieder in den Kommunalrat einziehen. Er verließ die Siumut im Jahr 2024. Er kandidierte bei der Kommunalwahl 2025 für die Demokraatit und erreichte trotz großen persönlichen Stimmverlusten den ersten Nachrückerplatz.